# Phare de Llebeig
Le Phare de Llebeig est un phare situé sur le Cap de Llebeig de la petite île de Sa Dragonera à 700 m de Majorque, dans l'archipel des Îles Baléares (Espagne).
Il est géré par l'autorité portuaire des îles Baléares (Autoridad Portuaria de Baleares) au port d'Alcúdia.

## Histoire
Il est l'un des deux phares de l'île qui ont remplacé l'ancien phare de Na Popia qui s'élève à 360 m au-dessus du niveau de la mer . Il a été inauguré le 15 novembre 1910.
Son système optique, très moderne lors de son installation, est resté inchangé jusqu'en 1969. La nécessité d'automatiser les phares des îlots pour se dispenser de personnel résident a conduit à remplacer l'alimentation du nouveau système optique par du gaz d'acétylène.
En 1985, en raison du poids et la taille de l'optique originale, il fut nécessaire de recourir à l'armée américaine pour le déplacer en hélicoptère vers le phare de Portopí pour qu'il puisse y être exposé parmi d'autres signaux maritimes.
Le site du phare fait partie des visites établies par le Parc Naturel de Sa Dragonera .
Identifiant : ARLHS : BAL-025 ; ES-3520 - Amirauté : E0282 - NGA : 5032 .